# 北京地铁6号线
北京地铁6号线连接中国北京市石景山区金安桥站至通州区潞城站，是北京地铁的一条东西向地铁线路，全长53.4千米，共设有35座车站（通运门站暂缓开通，已开通34座车站），2012年12月30日投入运营，是北京地铁继1号线之后第二条横贯北京东西的骨干线路。标识色为 Pantone 125C 。
6号线在北京地铁历史中占据五项“第一”：第一条采用接触网供电的线路、第一条采用8节编组的线路、第一条设置叠落车站的线路、第一条采用100km/h列车的市区主干线，以及第一条采用快慢车并设置快车越行站的线路。

## 路线

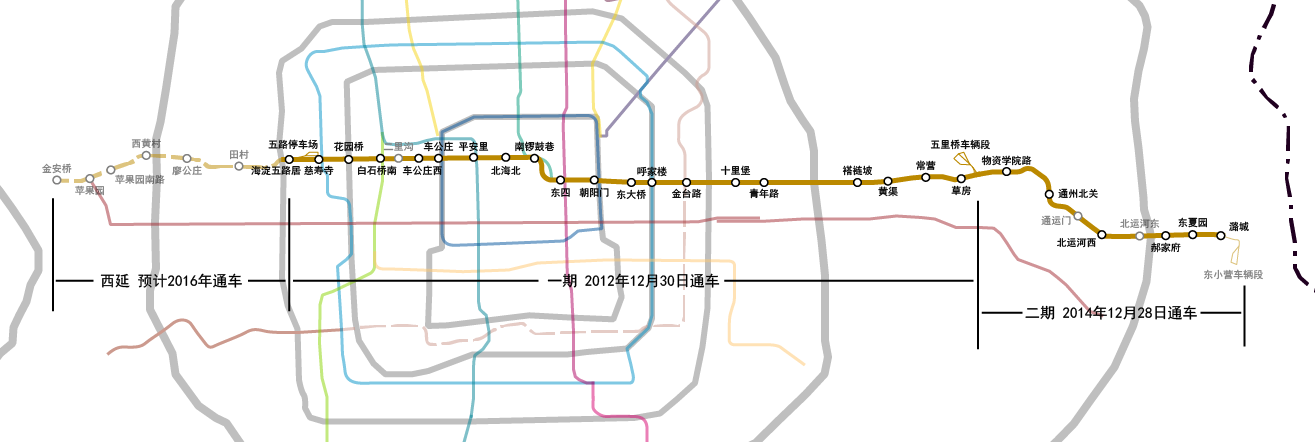
6号线线路示意图

### 一期工程
北京地铁6号线一期西起西四环中路，向东沿玲珑路、车公庄西路、车公庄大街、平安里西大街、地安门西大街、地安门东大街、北河沿大街、五四大街、朝阳门内大街、朝阳门外大街、朝阳北路敷设，到达朝阳区草房站，并设置五里桥车辆段，全长30.4千米，西端和10号线联合设置五路停车场。设有20座车站（另在白石桥南站和车公庄西站之间新增二里沟站），全线均为地下线。一期线路将城市东部常营、朝青和定福庄等居住区、金融街、CBD，以及内城的商业和旅游区连接在一起。
6号线一期的西段最初与东段一样也在朝阜大街地下，由于中间穿过了北京皇城且接近故宫，而受到较大的文物保护压力。为了避免文物保护的问题，整个西段向北平移了1.5公里，到了平安大街地下，形成今天的6号线的路线，同时由于6号线的规划方案改动，走了原本是规划3号线的线位，造成3号线推迟。6号线作为“三环、四横、五纵、七放射”中的一“横”，一期工程于2007年12月8日同8号线二期等4条线路一同开工。虽然曾有过2011年年底开通部分线路的计划，但是6号线一期仍然在2012年12月30日才开通运营。开通时所有的电梯都因为没有合格证而无法使用，约一个月后才投入服务。6号线一期开工后增设的二里沟站则于2023年3月18日开通。

### 二期工程
二期工程西起一期工程东端终点，向东继续沿朝阳北路敷设至北运河后向东南，沿规划北关大道、东关大道、赵登禹大街后下穿北运河，沿运河东大街向东至潞城站并设置一座车辆段，全长约12公里，均为地下线，设置8座车站。二期工程穿过北京城市副中心运河商务区，利用一期和二期开行的快慢车实现副中心与中心城区的快速连接。
向东延长的6号线二期于2011年2月28日开工，2014年12月28日建成通车。

### 西延段
西延工程则西起石景山区金安桥站，向东经过苹果园交通枢纽，沿杨庄东街、田村路向东到达海淀五路居站与6号线一期相连，全长10.29千米，全部为地下线，设6座车站。
6号线原计划在慈寿寺站连接S1线，但S1线选用中低速磁悬浮技术，存在运力不足等问题，因而取消了苹果园站至慈寿寺站的区段，而改由6号线西延至苹果园代替；而最初计划中西延线路最西端为高架，但由于环境影响问题改为地下线路，并再向西延长一站至金安桥站。6号线西延于2018年12月30日全线通车（苹果园站于2021年12月31日与S1线同步开通）。

### 二期工程南延段
6号线二期工程南延段原计划起自潞城站，南至胡郎路站（暂定名，该站站位与胡郎路的距离较远，且目前官方表述已改为“通州大甘棠”），长约3.9公里，设车站两座；现改为起自潞城站，南至潞阳站，全长2.066公里，设地下车站1座。
2021年10月，北京市轨道交通建设管理有限公司发布了6号线南延工程潞阳站的勘察、设计等招标公告。2021年11月8日，北京市基础设施投资有限公司发布了6号线南延工程的环境影响评价第一次公示。2022年5月30日，中国铁道科学研究院发布了6号线二期工程南延段的环境影响评价第二次公示。南延段于2022年8月30日开工建设，预计2025年年底开通运营。
2024年10月12日，6号线南延盾构洞通。
2025年1月3日，北京市规划和自然资源委员会发布《关于轨道交通6号线二期（南延段）车站命名预案的公示》，拟将东小营南站正式命名为潞阳站。

## 运行形态

### 大站快车
2020年3月31日起，6号线在东段开行早晚高峰的大站快車，实现郝家府站与青年路站间的直达运输，快慢車比例为1:2，快車的平均運行速度為47 km/h，慢车的為40 km/h。
常营站和通运门站为越行站，设有双岛式站台，供慢车待避快車，待避时长约为2分钟。目前的快车和待避慢车时刻表如下：
| 潞城方向（金安桥发） | 潞城方向（金安桥发） | 潞城方向（金安桥发） | 潞城方向（金安桥发） | 潞城方向（金安桥发） | 潞城方向（金安桥发） |        | 金安桥方向（潞城发） | 金安桥方向（潞城发） | 金安桥方向（潞城发） | 金安桥方向（潞城发） | 金安桥方向（潞城发） | 金安桥方向（潞城发） | 金安桥方向（潞城发） | 金安桥方向（潞城发） | 金安桥方向（潞城发） | 金安桥方向（潞城发） | 金安桥方向（潞城发） | 金安桥方向（潞城发） |
| 快车                 | 6:50                 | 7:00                 | 7:09                 | 7:18                 | 7:27                 | 17:37  | 17:46                | 17:55                | 18:04                | 18:13                | 18:23                | 18:32                | 18:41                | 18:50                | 18:59                | 19:08                | 19:17                |                      |
| 常营待避慢车         | 6:47                 | 6:58                 | 7:06                 | 7:15                 | 7:24                 | 17:33  | 17:42                | 17:51                | 18:00                | 18:09                | 18:19                | 18:28                | 18:37                | 18:46                | 18:55                | 19:04                | 19:13                |                      |
| 通运门待避慢车       | 不適用               | 不適用               | 7:03                 | 7:12                 | 7:21                 | 不適用 | 不適用               | 不適用               | 不適用               | 不適用               | 不適用               | 不適用               | 不適用               | 不適用               | 不適用               | 不適用               | 不適用               |                      |

### 区间车
目前6号线除金安桥 ⇋ 潞城的全程交路外，还有以下区间班次：

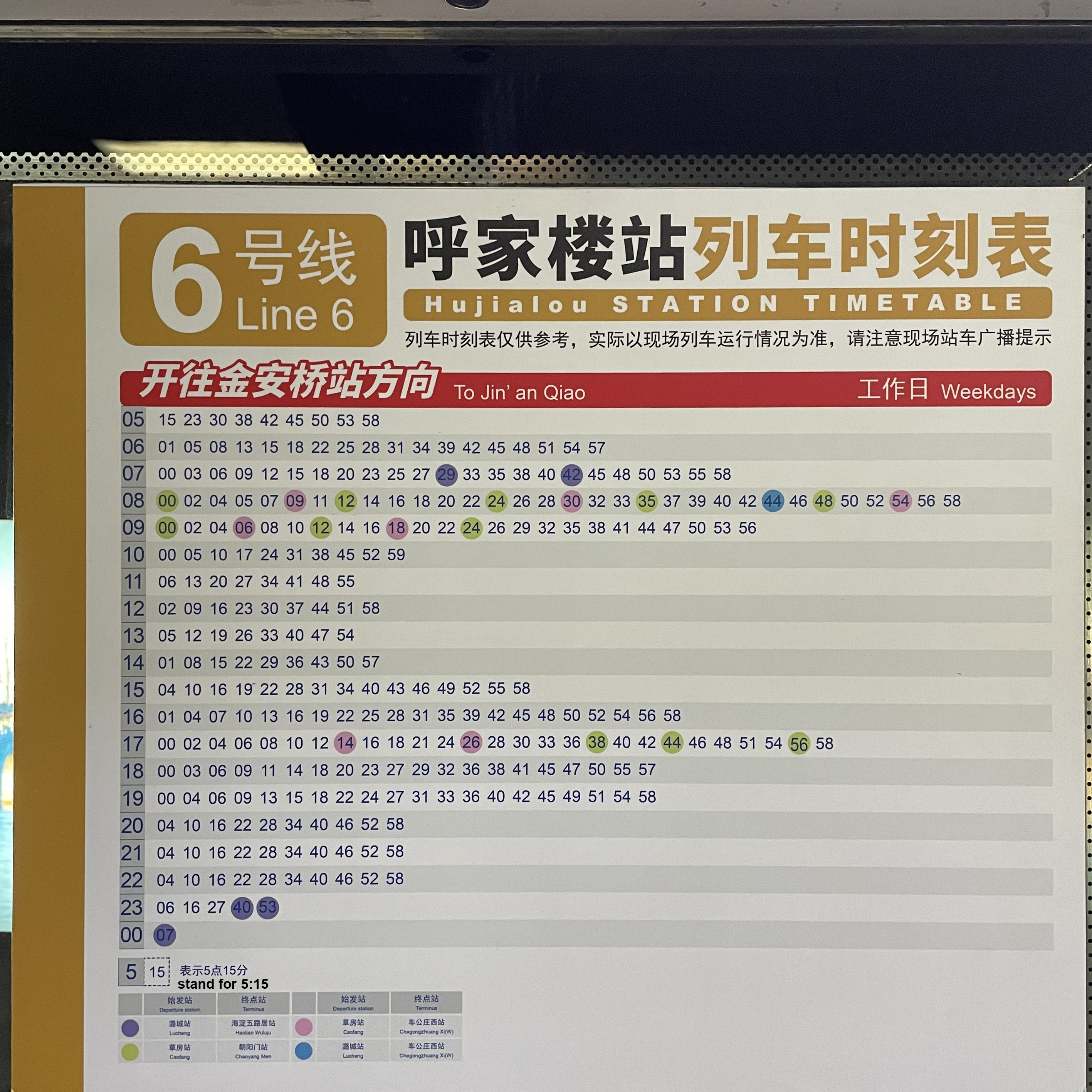
6号线呼家楼站时刻表，摄于2022年3月11日

#### 单向出库/回库车
| 区间              | 区间       | 区间 | 区间   | 运行时间 |
| ----------------- | ---------- | ---- | ------ | --- |
| 五路停车场 出库   | 海淀五路居 | →    | 金安桥 | 海淀五路居发 4:46 ~ 5:39                                                                                                 |
| 五路停车场 出库   | 海淀五路居 | →    | 潞城   | 双休日晚高峰 |
| 五路停车场 回库   | 海淀五路居 | ←    | 潞城   | 工作日潞城发 6:50、7:03 双休日潞城发 7:29、7:44、7:59、8:19、8:47、9:57 每日临近末班车时段（潞城发 23:01、23:14、23:28） |
| 五里桥车辆段 出库 | 草房       | →    | 潞城   | 工作日草房发 5:22 ~ 6:32、15:52、16:06 双休日草房发 5:22 ~ 6:02、7:18、7:38                                              |
| 五里桥车辆段 出库 | 草房       | →    | 金安桥 | 草房发 4:56、5:03 |
| 五里桥车辆段 回库 | 草房       | ←    | 金安桥 | 双休日金安桥发 15:54、16:22、16:44 每日临近末班车时段（金安桥发 22:30 ~ 23:35）                                          |

#### 高峰疏解班次
- 草房 ⇋ 金安桥：工作日早晚高峰开行，用于加密朝阳门站至草房站区段的列车班次。这些班次自五里桥车辆段开出，执行一趟交路往返后退出服务。
- 草房 ⇋ 朝阳门：工作日早晚高峰开行，用于疏导朝阳门站积压的大量乘客。这些班次自五里桥车辆段开出，执行一趟交路往返后，部分班次退出服务，部分班次继续各站停车开往潞城，并恢复为全程交路。
- 潞城 → 车公庄西：仅于工作日 8:05 自潞城站开出[39]，在车公庄西站折返后各站停车开往潞城，并恢复为全程交路。
- 草房 → 车公庄西：工作日早晚高峰开行，用于加密车公庄站至朝阳门站区段的列车班次。大部分班次在车公庄西站折返后各站停车开往潞城，并恢复为全程交路。
- 车公庄西 → 草房：仅于工作日 9:32 自车公庄西站开出[43]，终到草房站后清客退出服务，返回五里桥车辆段。
- 金安桥 → 通州北关：工作日晚高峰开行，用于疏导去往草房站至通州北关站区段的大量乘客。这些班次终到通州北关站清客退出服务后空驶至未开通的通运门站折返并返回五里桥车辆段。

## 车站

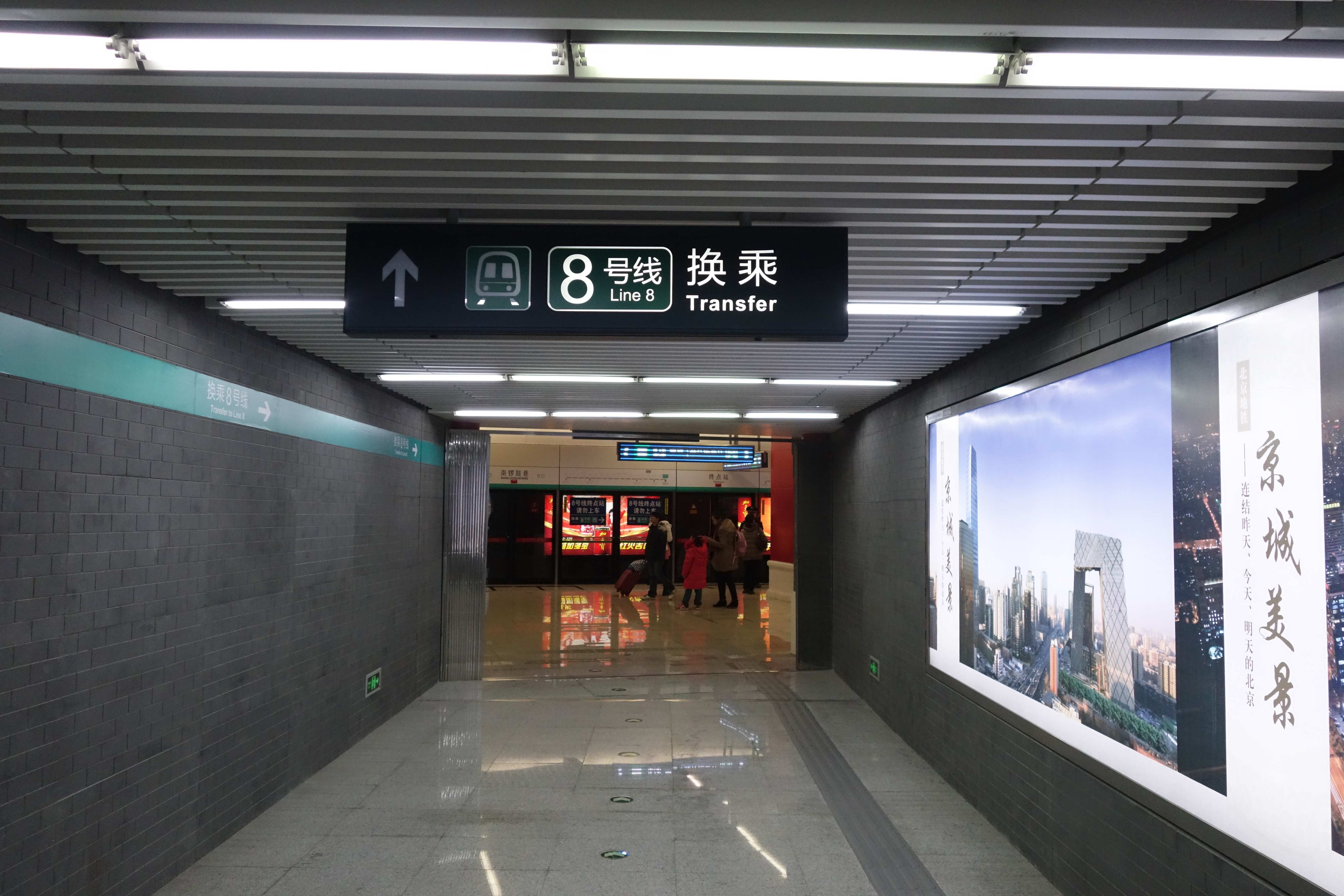
南锣鼓巷站的换乘通道直接连接两线站台，中间不经过楼梯。

| 期数 | 站名[1]    | 大站快车 | 里程 （米） | 站间距 （米） | 换乘[2]                                     | 行政区        | 开通日期       | 站台设计           | 开门方向                                          |
| --- | ---------- | -------- | ----------- | ------------- | ------------------------------------------- | ------------- | -------------- | ------------------ | ------------------------------------------------- |
| 西延 | 金安桥     | ●        | 0           | 0             | S1线 11号线                                 | 石景山区      | 2018年12月30日 | 地下岛式站台       | 左侧                                              |
| 西延 | 苹果园     | ●        | 1438        | 1438          | S1线 1号线                                  | 石景山区      | 2021年12月31日 | 地下岛式站台       | 左侧                                              |
| 西延 | 杨庄       | ●        | 2277        | 839           | 不適用                                      | 石景山区      | 2018年12月30日 | 地下岛式站台       | 左侧                                              |
| 西延 | 西黄村     | ●        | 4069        | 1792          | 不適用                                      | 石景山区      | 2018年12月30日 | 地下岛式站台       | 左侧                                              |
| 西延 | 廖公庄     | ●        | 5863        | 1794          | 不適用                                      | 海淀区        | 2018年12月30日 | 地下岛式站台       | 左侧                                              |
| 西延 | 田村       | ●        | 8139        | 2276          | 不適用                                      | 海淀区        | 2018年12月30日 | 地下岛式站台       | 左侧                                              |
| 一期 | 海淀五路居 | ●        | 10279       | 2140          | 不適用                                      | 海淀区        | 2012年12月30日 | 地下西班牙式站台   | 左侧[3]                                           |
| 一期 | 慈寿寺     | ●        | 11787       | 1508          | 10号线                                      | 海淀区        | 2012年12月30日 | 地下岛式站台       | 左侧                                              |
| 一期 | 花园桥     | ●        | 13218       | 1431          | 不適用                                      | 海淀区        | 2012年12月30日 | 地下岛式站台       | 左侧                                              |
| 一期 | 白石桥南   | ●        | 14384       | 1166          | 9号线 房山线（跨线车）                      | 海淀区        | 2012年12月30日 | 地下岛式站台       | 左侧                                              |
| 一期 | 二里沟     | ●        | 15161       | 777           | 16号线                                      | 海淀区 西城区 | 2023年3月18日  | 地下侧式站台       | 右侧                                              |
| 一期 | 车公庄西   | ●        | 16048       | 888           | 不適用                                      | 西城区        | 2012年12月30日 | 地下岛式站台       | 左侧                                              |
| 一期 | 车公庄     | ●        | 16935       | 887           | 2号线 13号线（A）                           | 西城区        | 2012年12月30日 | 地下分离式岛式站台 | 左侧                                              |
| 一期 | 平安里     | ●        | 18378       | 1443          | 4号线 19号线                                | 西城区        | 2012年12月30日 | 地下岛式站台       | 左侧                                              |
| 一期 | 北海北     | ●        | 19699       | 1321          | 不適用                                      | 西城区        | 2012年12月30日 | 地下岛式站台       | 左侧                                              |
| 一期 | 南锣鼓巷   | ●        | 21048       | 1349          | 8号线                                       | 东城区        | 2012年12月30日 | 地下叠落侧式站台   | 左侧（往潞城） 右侧（往金安桥）                   |
| 一期 | 东四       | ●        | 22985       | 1937          | 5号线                                       | 东城区        | 2012年12月30日 | 地下岛式站台       | 左侧                                              |
| 一期 | 朝阳门     | ●        | 24384       | 1399          | 2号线                                       | 东城区 朝阳区 | 2012年12月30日 | 地下岛式站台       | 左侧                                              |
| 一期 | 东大桥     | ●        | 26052       | 1668          | 17号线 平谷线 28号线                        | 朝阳区        | 2012年12月30日 | 地下岛式站台       | 左侧                                              |
| 一期 | 呼家楼     | ●        | 26897       | 845           | 10号线                                      | 朝阳区        | 2012年12月30日 | 地下侧式站台       | 右侧                                              |
| 一期 | 金台路     | ●        | 28347       | 1450          | 14号线                                      | 朝阳区        | 2012年12月30日 | 地下岛式站台       | 左侧                                              |
| 一期 | 十里堡     | ●        | 30383       | 2036          | 不適用                                      | 朝阳区        | 2012年12月30日 | 地下岛式站台       | 左侧                                              |
| 一期 | 青年路     | ●        | 31665       | 1282          | 不適用                                      | 朝阳区        | 2012年12月30日 | 地下岛式站台       | 左侧                                              |
| 一期 | 褡裢坡     | ｜       | 35664       | 3999          | 不適用                                      | 朝阳区        | 2012年12月30日 | 地下岛式站台       | 左侧                                              |
| 一期 | 黄渠       | ｜       | 36902       | 1238          | 不適用                                      | 朝阳区        | 2012年12月30日 | 地下岛式站台       | 左侧                                              |
| 一期 | 常营       | ｜       | 38756       | 1854          | 不適用                                      | 朝阳区        | 2012年12月30日 | 地下双岛式站台     | 左侧（快车）（临时停车） 右侧（慢车）（临时停车） |
| 一期 | 草房       | ｜       | 40161       | 1405          | 不適用                                      | 朝阳区        | 2012年12月30日 | 地下岛式站台       | 左侧                                              |
| 二期 | 物资学院路 | ｜       | 42276       | 2115          | 不適用                                      | 通州区        | 2014年12月28日 | 地下岛式站台       | 左侧                                              |
| 二期 | 通州北关   | ｜       | 44833       | 2557          | 平谷线                                      | 通州区        | 2014年12月28日 | 地下岛式站台       | 左侧                                              |
| 二期 | 通运门     | ｜       | 46301       | 1468          | 不適用                                      | 通州区        | 预计2026年     | 地下双岛式站台     | 左侧（快车）（临时停车） 右侧（慢车）（临时停车） |
| 二期 | 北运河西   | ｜       | 47844       | 1543          | 不適用                                      | 通州区        | 2014年12月28日 | 地下岛式站台       | 左侧                                              |
| 二期 | 北运河东   | ｜       | 49443       | 1599          | 平谷线 M101线 城市副中心线 北京城市副中心站 | 通州区        | 2018年12月30日 | 地下岛式站台       | 左侧                                              |
| 二期 | 郝家府     | ●        | 50372       | 929           | 不適用                                      | 通州区        | 2014年12月28日 | 地下岛式站台       | 左侧                                              |
| 二期 | 东夏园     | ●        | 51718       | 1346          | 不適用                                      | 通州区        | 2014年12月28日 | 地下岛式站台       | 左侧                                              |
| 二期 | 潞城       | ●        | 52912       | 1194          | 不適用                                      | 通州区        | 2014年12月28日 | 地下岛式站台       | 左侧                                              |
| 二期南延段 | 潞阳       |          | 54978       | 2066          | 不適用                                      | 通州区        | 预计2025年     | 地下岛式站台       | 左侧                                              |
| 注释 |            |          |             |               |                                             |               |                |                    |                                                   |
| 1 斜体标示的车站尚未启用。 2 斜体标示的换乘尚未启用。 3 海淀五路居站在西延开通之前为左侧上车、右侧下车，6号线西延段开通后仅保留岛式站台用作上下客，而原有两个侧式站台被关闭。 |            |          |             |               |                                             |               |                |                    |                                                   |

### 换乘站
现时6号线有换乘车站12座。
- 一期及二期工程中与同期建设的新线换乘的车站有换乘10号线的慈寿寺站和换乘9号线的白石桥南站，两座车站均是共用站厅，并通过站台之间的楼梯相连[47][48][49]，
- 金台路站与14号线换乘时，应客流安排需要，6号线换乘14号线可以直接经站台通道下楼，而14号线换乘6号线需要绕行站厅通道。
- 南锣鼓巷站与8号线换乘，出于文物保护需求，两座车站均是叠落式车站，中间通过通道相连，实现同站台换乘[10]。
- 与既有线路的换乘站有2号线的车公庄站、朝阳门站，4号线的平安里站，5号线的东四站，10号线的呼家楼站等，这几座车站均是通过通道连接[50][51]，其中呼家楼站设置了多达8条换乘通道以防止客流冲击[52]。
- 在西延部分，苹果园站可换乘S1线，终点站金安桥站可与S1线及11号线换乘。
- 二里沟站受周边建筑一体化建设所限，曾作为预留车站，于2023年3月18日与16号线一同开通，采用站台联络通道换乘。但是因车站结构过于复杂，在投入运营初期经常有乘客在此站迷失方向。[53]

### 车站建筑和室内设计
6号线在运河商务区核心区的三站（通州北关、通运门、北运河西站）使用了中庭式设计，首次在北京地铁车站中引入了中庭的空间形式。其中，通运门站为实现快慢车运行模式而采用了双岛式站台，因而成为了国内首个轨行区敞开的中庭式车站；而北运河西站直接设置在商业地块内，利用上方步行广场和绿地设置了天窗，为北京地铁首个设置天窗的车站。与国内其他设置中庭式车站的城市相比，北京的消防设计标准较高，为此这三座车站专门进行了消防性能化设计。

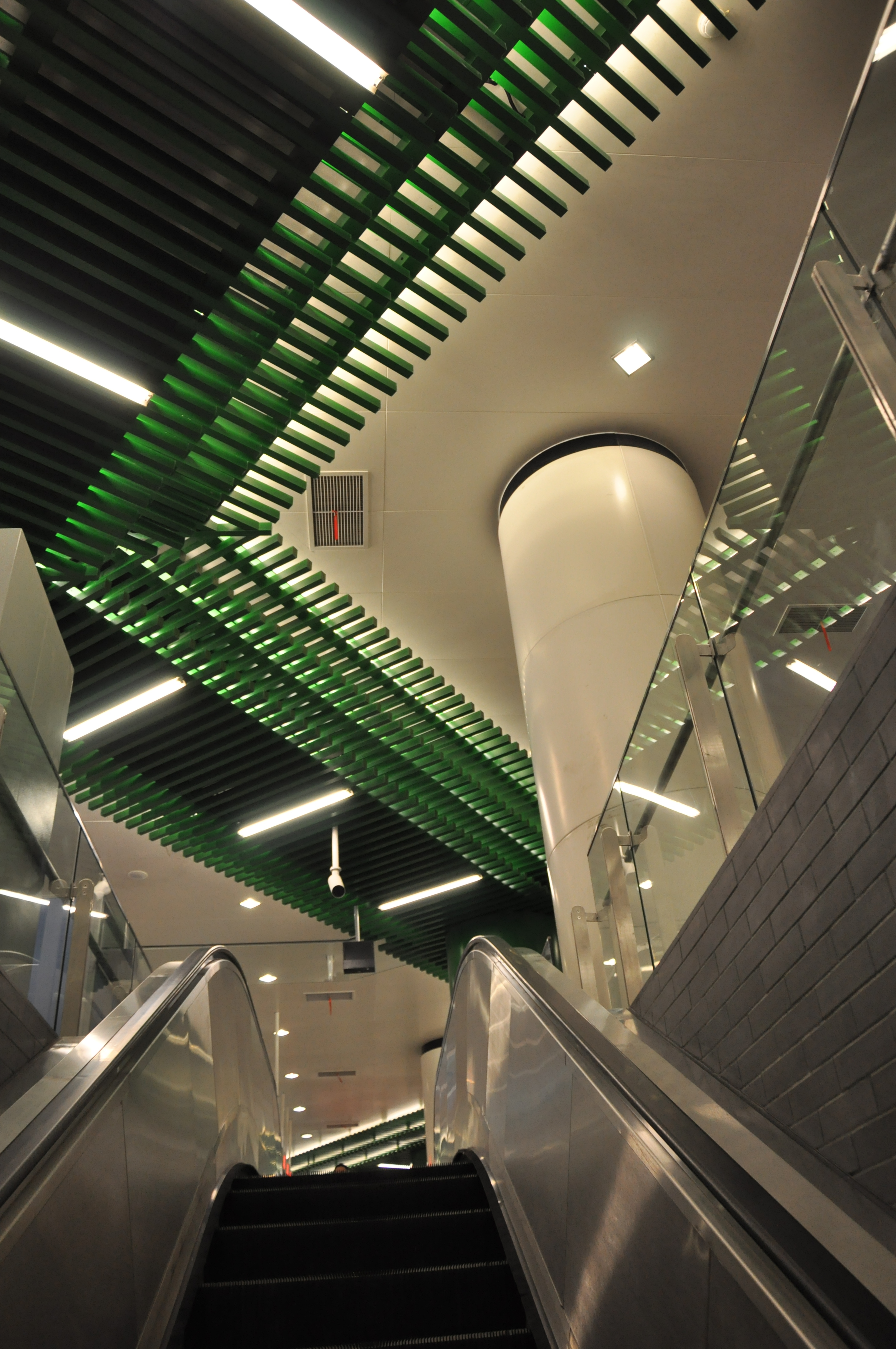
北海北站的重檐飞椽。

北京地铁6号线一期的室内设计理念为“京城连廊”，突出线路串联内城、CBD、金融街、东部居住区等大量城市区域的特色。各个车站均以不同颜色的砖进行装饰，同时又有各自的特色。
一期线路的西段（海淀五路居至车公庄西）多为20世纪50年代至80年代建设的红砖建筑，因此车站内部也采用红色的砖饰面；中段（车公庄至朝阳门）穿过老北京城，地上建筑多为灰砖房屋，因而车站内部也采用灰色的砖饰面；东段（东大桥至草房）是1990年代后快速发展起来的新兴都市区，采用彩色的砖饰面。
6号线一期设置了多个装修重点站，其装修风格又各自不同。车公庄西站由于临近1950年代建设的苏联式建筑——北京展览馆，车站内部采用大量拱顶设计，模仿莫斯科地铁的车站风格；北海北站临近皇家园林，因而采用绿琉璃色的重檐飞椽，体现皇家园林的气派；南锣鼓巷站临近四合院区，因而也仿照四合院的建筑风格进行装饰；东四站采用接近原木颜色的梁柱装饰，暗示牌楼；朝阳门站结合车站结构，在站厅内布置倒“U”型的“门”，包含朝阳门历史上曾是漕运粮食进京的城门的寓意。
6号线二期由于贯穿通州北运河两岸，故在三座中庭式车站外，其余的四座车站以大运河为主题，选用了四种不同的颜色作为主题，代表大运河所经过的四大流域。

## 使用车辆
DKZ47型列车由中车长春轨道客车与北京地铁车辆装备制造，外观以黑色为底色，腰部涂有黄线，车头也是黄色与黑色搭配；列车配属于五里桥车辆段、五路停车场和东小营车辆段，每节车厢共4对车门，为内藏门。
DKZ47型为北京地铁首次采用的8节B型地铁列车，运力较6节编组提高了30%；同时也是首次在市中心线路使用100km/h的列车，配合较大的站间距和快慢车运行方案以实现更高的行驶速度。此外，北京地铁6号线也是北京地铁首次采用接触网供电的线路，比以往的第三轨供电需要的变电站更少，也更安全。
2019年6月，北京地铁运营一分公司在地铁6号线试运行车厢空调设定新模式，前4节车厢与后4节车厢的客室内温度保持约2摄氏度的差距，以满足不同乘客对温度的需求。
2019年和2020年，6号线分别在06 049和06 066两组列车上采用新型乘客信息系统，其中：

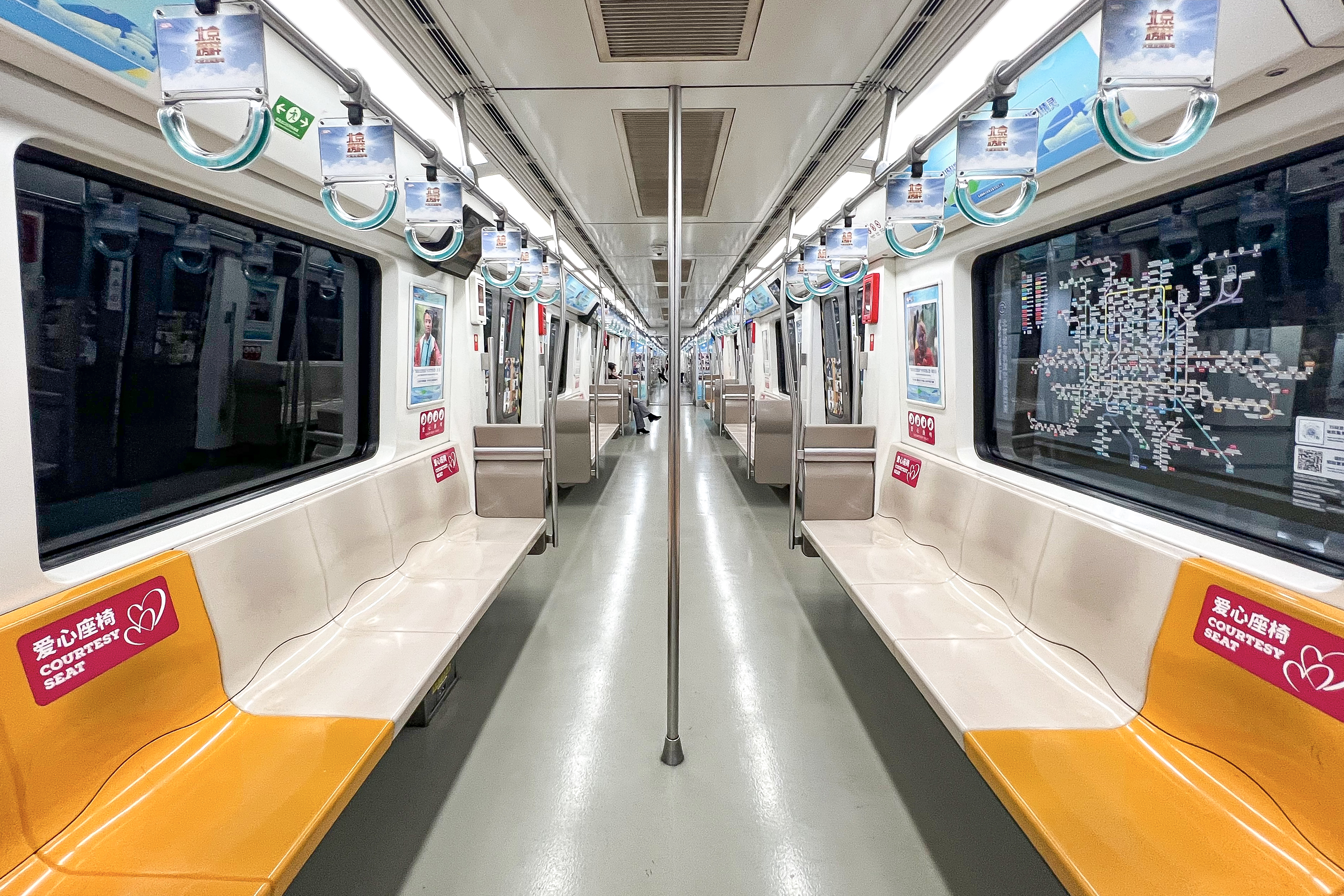
06 049 号车组是北京市首列搭载多媒体车窗的“智慧列车”，采用超短焦激光投影技术，在半数车窗的纳米成像膜上投射出1080P高清画面，可供乘客从车厢内各个位置观看服务信息。
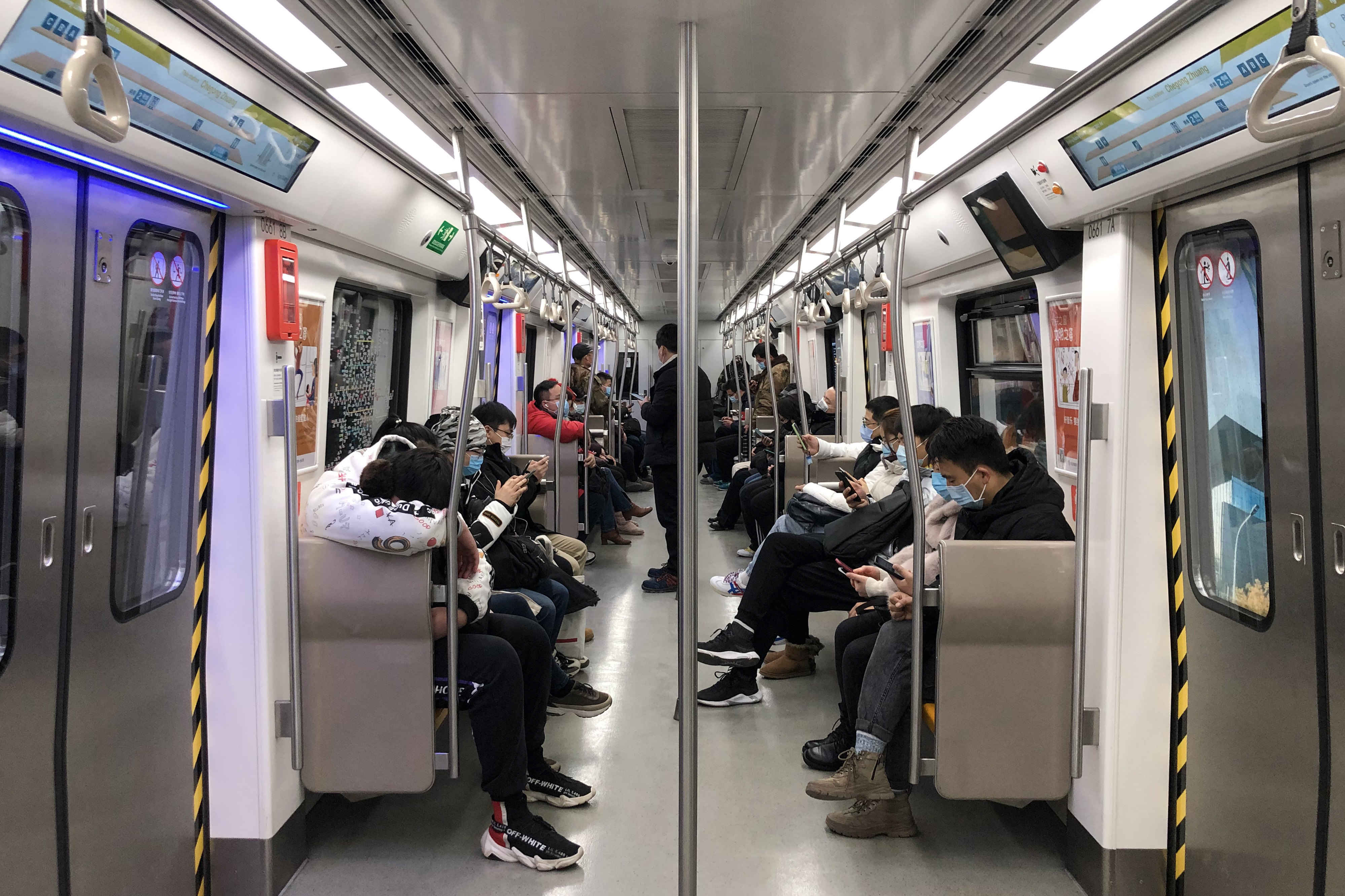
06 066 号车组搭载由北京地铁和交控科技共同研发的智能列车乘客服务系统，在车门上方和车厢连接处安装4K高清LCD屏，并在头尾两节车厢加装“车窗屏”；车内还装有感知摄像头，运用先进的图像识别和智能分析技术，首次实现对于车内乘客晕倒、挥手求助等突发情况的检测和报警。

### 列车编组
|              | DKZ47 / DKZ106 ←金安桥方向潞城方向→ |         |            |         |            |            |         |                |
| 车辆编号     | 1                                   | 2       | 3          | 4       | 5          | 6          | 7       | 8              |
| 受电弓       | 无                                  | 有      | 无         | 有      | 无         | 无         | 有      | 无             |
| 形式区分     | 06 0**1                             | 06 0**2 | 06 0**3    | 06 0**4 | 06 0**5    | 06 0**6    | 06 0**7 | 06 0**8        |
| 形式区分     | Tc                                  | Mp1     | M1         | Mp2     | M2         | M1         | Mp1     | Tc             |
| 动力单元     | 单元1                               | 单元1   | 单元1      | 单元3   | 单元3      | 单元2      | 单元2   | 单元2          |
| 安装机器设备 | ACM BCM BAT CP                      | MCM BR  | MCM ACM BR | MCM BR  | MCM ACM BR | MCM ACM BR | MCM BR  | ACM BCM BAT CP |
| 车辆重量     | 30.0t                               | 35.0t   | 35.0t      | 35.0t   | 35.0t      | 35.0t      | 35.0t   | 30.0t          |
| 额定载客量   | 226人                               | 244人   | 244人      | 244人   | 244人      | 244人      | 244人   | 226人          |

范例
- MCM：驱动变流器模块（VVVF）
- ACM：辅助变流器模块（SIV）
- BCM：蓄电池充电机模块
- CP：电动空气压缩机
- BAT：辅助蓄电池装置
- BR：制动电阻装置

- 车厢内部
- 车厢内部（06 066车组）

## 票价
6公里（含）内3元；6-12公里（含）4元；12-22公里（含）5元；22-32公里（含）6元；32公里以上每加1元可乘20公里（对除机场线外的北京地铁线路均有效）。
2017年1月3日起，在工作日7时（含）前，持市政交通一卡通的乘客乘坐6号线，票价可享5折优惠（需在北运河西站至青年路站之间的任意一个车站进站）。

## 平行公交线
- 北京快速公交2线：在朝阳路上运行的快速公交线路，同6号线平行并相接。
- 北京快速公交4线：在阜石路上运行的快速公交线路，同6号线平行。